# Triticum monococcum
Il farro monococco (Triticum monococcum L.), volgarmente denominato piccolo farro, è una pianta della famiglia delle Poacee.
È ritenuto il primo cereale "addomesticato" dall'uomo intorno al 7500 a.C., in Medio Oriente. Ha un basso tenore di glutine (intorno al 7%), è panificabile, ma lievita poco.
Triticum monococcum è la forma domestica del selvatico Triticum baeoticum. Le due forme, selvatica e domestica, sono considerate specie separate, come qui di seguito, o sottospecie:  Triticum monococcum, sottospecie  baeoticum   (selvatico) e  T. monococcum   sottospecie monococcum  (domesticato).

Triticum monococcum è una specie diploide (2n = 14 cromosomi) di grano con baccello, con glume legnose (lolle) che rinchiudono stretti grani. La forma coltivata (domesticata) è simile a quella selvatica, tranne che la spiga rimane la stessa alla maturazione, mentre i semi sono più grandi.
Triticum baeoticum  fu una delle prime piante domesticate e coltivate. La prima, chiara evidenza della domesticazione del Triticum baeoticum data da 10600 a 9900 anni fa, da due siti archeologici nella Turchia meridionale.
La crescita spontanea nell'ambito della coltura del piccolo farro e di Aegilops tauschii ha dato origine, in epoche successive a grani panificabili ad alto tenore di glutine, da cui i frumenti ora coltivati.

## Descrizione

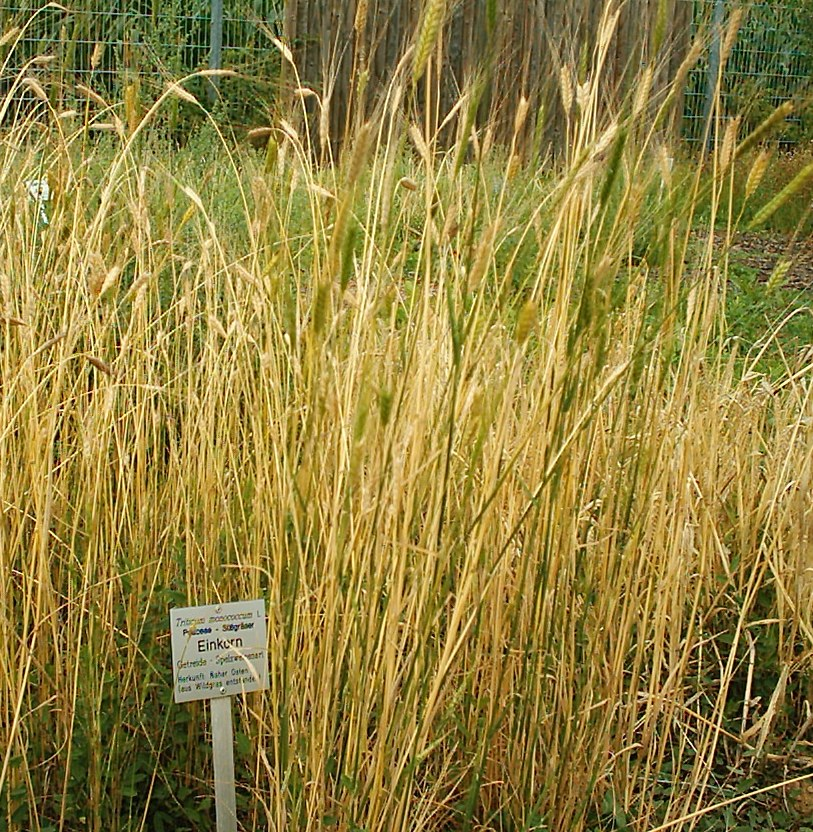
Aspetto generale

Il piccolo farro è una pianta a taglia media. Le spighe contengono generalmente un solo chicco. Si tratta di un "grano vestito", a basso rendimento, adatto a suoli pedologicamente poveri e aridi. Il suo ciclo vegetativo è molto lungo e si sviluppa in undici mesi.
Il "monococco" è un ottimo candidato per la produzione di alimenti ad elevato profilo nutrizionale, molto rustico e ottimo dal punto di vista dell'adattabilità a tecniche colturali a basso impatto ambientale. L'ottima resistenza naturale a malattie e stress, la necessità di bassi livelli di concimazione ed una spiccata adattabilità ad ambienti colturali diversi lo propongono inoltre come un cereale particolarmente adatto ad un'agricoltura biologica. Coltivato in varie parti del mondo ha ottenuto l'Indicazione Geografica Tipica in un'area delle Alpi di Provenza (4 marzo 2005) dove viene attivamente coltivato e commercializzato. In Italia il Triticum monococcum è coltivato in provincia di Brescia, sotto la denominazione di Shebar, in Piemonte, con il nome di Enkir, e ad Orosei, in Sardegna, con il nome di "Grano di Atlantide".

## Storia
Triticum monococcum cresce spontaneamente nelle zone collinose della parte settentrionale della cosiddetta mezzaluna fertile e dell'Anatolia, sebbene abbia un'ampia distribuzione che va fino ai Balcani e, a sud, fino alla Giordania, vicino al Mar Morto.
Si tratta di una varietà corta di grano selvatico, generalmente di altezza inferiore ai 70 cm e non molto generosa nel produrre chicchi eduli. La principale differenza fra il Triticum monococcum selvatico e quello coltivato è il modo di dispersione dei semi. Nella varietà selvatica il contenitore dei semi si rompe e questi ultimi si sparpagliano sul terreno. Ciò non facilita un successivo raccolto di grano. Nella varietà coltivata, i contenitori dei semi rimangono intatti, sono cioè indeiscenti. L'intervento umano fa la differenza. La raccolta di piccolo farro con contenitori intatti era più semplice per i coltivatori primitivi. Con il tempo e attraverso selezioni, consapevoli o meno, le preferenze dell'uomo per contenitori intatti dei semi hanno creato la varietà domestica, che ha anche chicchi leggermente più grandi che quelli del Triticum monococcum selvatico. Il piccolo farro richiede la semina e il raccolto da parte dell'uomo per perpetuare la propria esistenza.
Questo processo di "addomesticamento" potrebbe aver richiesto solo un periodo da 20 a 200 anni per ottenere un grano più adatto alla coltivazione umana.

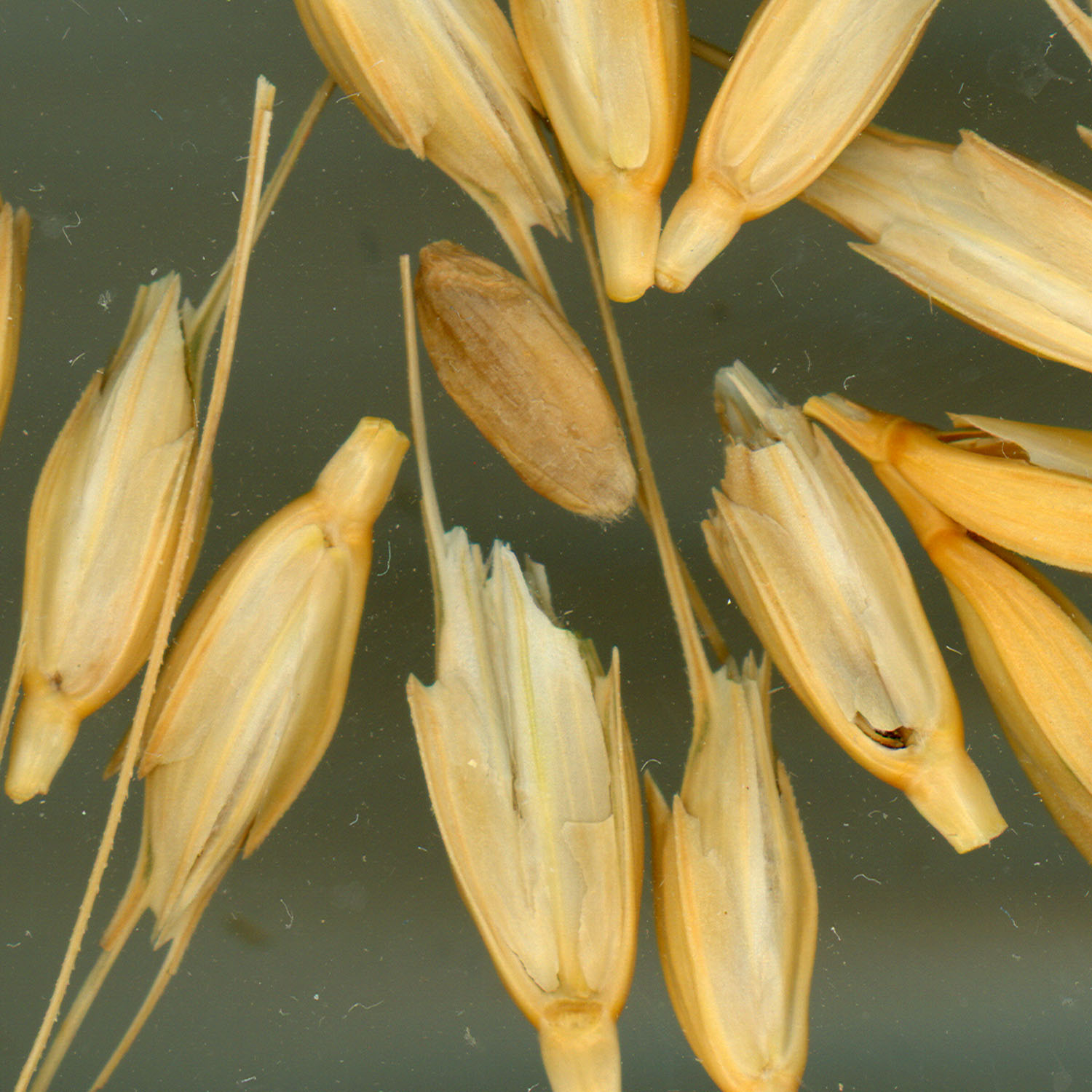
Il nucleo del farro einkorn è contenuto dentro queste spighette.

Il piccolo farro è una delle prime forme coltivate di grano, insieme al farro (T. dicoccum). Cariossidi di Triticum baeoticum (piccolo farro selvatico) sono state rinvenute in località epipaleolitiche della Mezzaluna fertile.
Sebbene raccolto selvatico per migliaia di anni, il Triticum baeoticum fu domesticato circa 10000 anni a.C. nei periodi Neolitico preceramico A o B.  Evidenze dall'impronta del DNA suggeriscono che l' einkorn sia stato domesticato vicino al Karaca Dağ, nella Turchia sudorientale, una zona ove sono stati rinvenuti resti di villaggi agricoli del Neolitico preceramico B.
Un'importante caratteristica che facilita la domesticazione del Triticum baeoticum e di altri cereali annuali è che le piante sono ampiamente auto-impollinanti, quindi la caratteristica desiderabile (per il coltivatore umano) del piccolo farro può essere perpetuata con minori rischi della fertilizzazione incrociata con piante selvatiche che possono avere caratteristiche meno convenienti, quali chicchi più piccoli, dispersione dei semi, ecc.
Dalla parte settentrionale della Mezzaluna fertile, la coltivazione del piccolo farro si diffuse nel Caucaso, nei Balcani e nell'Europa centrale. Il Triticum monococcum era coltivato maggiormente in climi più freschi rispetto al farro, l'altro cereale domesticato.
La coltivazione del Triticum monococcum nel Medio Oriente cominciò a declinare in favore del farro verso il 2000 a.C. La sua coltivazione non fu mai estensiva in Italia, nel sud della Francia e in Spagna. Il Triticum monococcum continuò ad essere coltivato in alcune zone del Nord Europa durante il medioevo ed addirittura fino ai primi anni del XX secolo.
Ha una resa bassa, ma può crescere su terreni poveri, secchi e marginali, ove altre varietà non sopravviverebbero. Viene prevalentemente bollito a grani interi o nei porridge. Il suo aroma manca delle caratteristiche desiderabili per il pane.
Il piccolo farro, come altre antiche varietà di cereali, è raggruppato fra i "cereali coperti", poiché il suo nucleo non si libera dal rivestimento dei semi (gluma) con la trebbiatura ed è quindi difficile separare la loppa dal chicco. Esso oggi è un cereale marginale, che viene raramente coltivato, sebbene abbia trovato un nuovo mercato come cibo salutistico. Esso rimane un cereale locale, spesso usato come bulgur (grano frantumato) o come mangime per animali, nelle aree montagnose della Francia, India, Italia, Marocco, nella ex Iugoslavia, in Turchia ed in altri paesi.

## Nutrimento
Il monococco, dal punto di vista nutrizionale, si differenzia dal frumento tenero o da quello duro per l'alto contenuto di grassi, fosforo, potassio, piridossina e betacarotene; tutti hanno un ruolo rilevante nelle funzioni cellulari e sono efficienti agenti antiossidanti.
| Proteine totali     | 19,30 | %     |
| Ceneri              | 2,41  | %     |
| Carotenoidi         | 10,40 | mg/Kg |
| Tocoferoli (Vit. E) | 94,40 | mg/Kg |
| Microelementi:      |       |       |
| Zinco               | 50,00 | mg/Kg |
| Ferro               | 41,70 | mg/Kg |
| Manganese           | 38,00 | mg/Kg |